# Franz Schneider (Widerstandskämpfer, 1894)
Franz Schneider (* 1894; † 22. April 1933 in der Haftanstalt Kleve) war ein deutscher Kommunist und NS-Opfer.

## Leben und Tätigkeit
1933 war Schneider Leiter des Kampfbundes gegen den Faschismus (KGF) in Goch. Aufgrund dieser Position geriet er nach der Machtergreifung der Nationalsozialisten im Frühjahr 1933 ins Visier der neuen Machthaber.
Der Festnahme im Zuge der nach dem Reichstagsbrand vom 27. Februar 1933 einsetzenden Verhaftungswelle konnte Schneider sich zunächst entziehen, wurde am 6. März 1933 jedoch in Kellen entdeckt und ins Gefängnis in Kleve verbracht.
Am 22. April 1933 wurde Schneider von angetrunkenen Angehörigen der SA-Wachmannschaft aus seiner Zelle geholt und auf den Gefängnishof gebracht. Ihm wurde unterstellt, Waffen und Munition der Kommunisten in die Niers geworfen zu haben, um sie dem Zugriff der Behörden zu entziehen. Anschließend wurde er mit Fäusten und Gewehrkolben schwer misshandelt, bis er tot zusammenbrach. Der Tote wurde wieder in seine Zelle geschleift.
Am folgenden Tag wurde offiziell die Nachricht verbreitet, Schneider habe sich in der Haft selbst getötet. So hieß es in der Vossischen Zeitung, Schneider habe, als er zur Vernehmung vorgeführt werden sollte, sich losgerissen und sei aus dem 2. Stock der Strafanstalt in einen 8 Meter tiefen Luftschacht gestürzt und sei kurz darauf an seinen Verletzungen gestorben.
Im Ausland wurde der Fall Schneider durch das zweite kommunistische Braunbuch bekannt gemacht.
1959 wurde einer der Beteiligten, der ehemalige Klever Polizeimeister Franz Peters, wegen Körperverletzung im Amt mit Todesfolge mit Gefängnis für drei Jahre und sechs Monate bestraft.
Später wurde eine Straße in Goch nach Schneider benannt.
Im Februar 2015 wurde vor dem Haus Blumenplatz 4 in Goch, dem letzten Wohnhaus Schneiders, ein Stolperstein zur Erinnerung an Schneider und sein Schicksal verlegt.